# 1-й Лахтинский мост
1-й Лахтинский мост — однопролётный автодорожный железобетонный балочный мост через реку Бобылку в Приморском районе Санкт-Петербурга.

## Расположение
Расположен в створе Приморского шоссе на северо-западе города. Переправа пересекает реку Бобылку, соединяющую Лахтинский разлив с Финским заливом. Рядом с мостом находится общественно-деловой комплекс Лахта-центр. Выше по течению находится безымянный железнодорожный мост.
Ближайшая станция метрополитена — «Беговая».

## Название
Название известно с конца 1950-х годов, когда были пронумерованы существовавшие мосты в створе Приморского шоссе и мост стал называться 1-м Лахтинским по посёлку Лахта.

## История
Мост на этом месте отмечен на плане 1817 года. В 1924 году во время наводнения была повреждена Лахтинская дамба, по которой проходило шоссе и Приморская железнодорожная линия. Движение по ней было закрыто. Работы по восстановлению дамбы были завершились в 1925 году. В 1956 году был построен однопролётный железобетонный мост балочно-разрезной системы с устоями из монолитного железобетона на естественном основании. Длина моста составляла 23,8 м, ширина 11,5 м. В 1961 году мост был реконструирован по проекту «Гипроавтотранса». Рядом с существующим был построен новый однопролётный железобетонный мост с железобетонными устоями на свайном основании. Длина моста 22,1 м, ширина переменная от 14,70 до 18,15 м. Таким образом ширина проезжей части была увеличена с 8,0 до 16,0 м, а старый мост был приспособлен под велосипедное и пешеходное движение. Строительство моста осуществлял «Мостострой-6». В 1972 году по решению Ленгорисполкома был принят на баланс Ленмосттреста.
Существующий мост построен в 2011—2012 годах в составе реконструкции Приморского шоссе (1-я очередь, участок от Лахтинского проспета до улицы Савушкина). Заказчиком работ являлся СПб ГКУ «Дирекция транспортного строительства», генеральным проектировщиком — ЗАО «Петербург-Дорсервис». По итогам тендера на строительство победителем стала компания ЗАО «АБЗ-Дорстрой».

## Конструкция

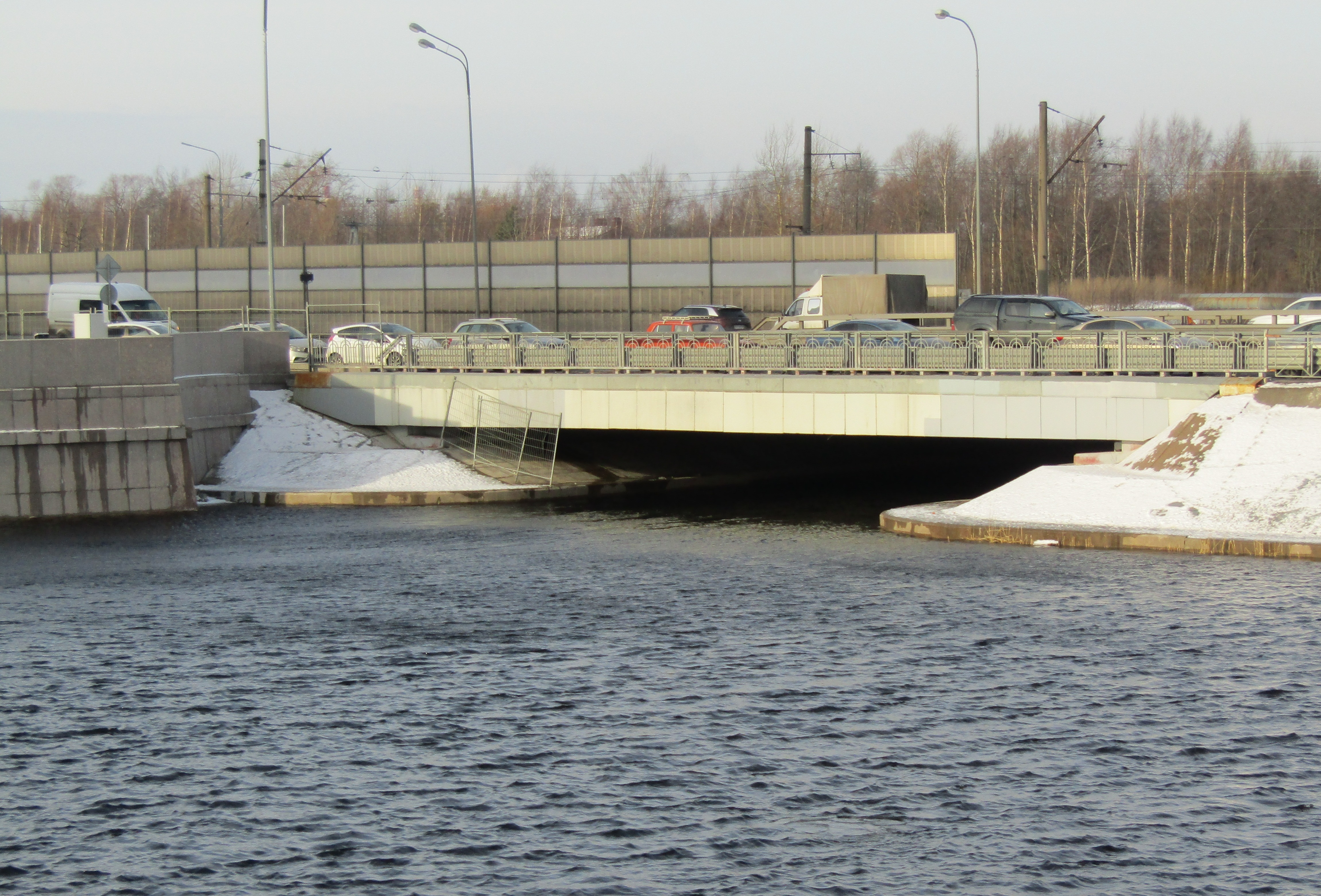
Мост в 2023 году

Мост однопролётный железобетонный балочный. Пролётное строение состоит из сборных преднапряжённых железобетонных балок двутаврового сечения длиной 24 м, объединённых монолитной железобетонной плитой проезжей части. Устои из монолитного железобетона, на свайном основании (буронабивные сваи диаметром 1,2 м). Мост косой в плане, угол косины составляет 83°. Общая длина моста составляет 34,7 м, ширина — 35,6 м.
Мост предназначен для движения автотранспорта и пешеходов. Проезжая часть моста включает в себя 7 полос для движения автотранспорта (4+3). Покрытие проезжей части и тротуаров — асфальтобетон. Тротуары отделены от проезжей части металлическим барьерным ограждением. Перильное ограждение металлическое сварное индивидуального рисунка.